# Projeto Isinglass
Projeto Isinglass era o codinome dado a duas aeronaves de reconhecimento, estudadas pela Agência Central de Inteligência (CIA) como potenciais substitutos para o Lockheed A-12 e o SR-71 em meados da década de 1960. A primeira proposta sob o nome de Isinglass, um avião de alta altitude para voar a Mach 4 – Mach 5 (4.900–6,125 km/h), foi considerado um avanço insuficiente em relação às aeronaves existentes; o segundo projeto, muito mais avançado, às vezes referido como Projeto Rheinberry ,  era um foguete de planagem impulsionado por um foguete de Mach 20 (24.500 km/h), ele voaria a altitudes muito elevadas para burlar as defesas antiaéreas da época. Esta aeronave foi considerada muito cara para o desenvolvimento, e o projeto foi abandonado em 1967.

## Origens
O Projeto Isinglass foi desenvolvido como resultado da vulnerabilidade das aeronaves de reconhecimento tripuladas existentes, como o Lockheed U-2 e o Lockheed A-12 , às defesas aéreas soviéticas no início dos anos 1960, catalisada pelo abate de um U-2 em 1960  pilotado por Francis Gary Powers.  Embora houvesse planos contínuos de sobrevoar a União Soviética com o A-12 - referido pela CIA como Projeto Oxcart  - estes falharam em acontecer,  e a CIA começou os planos para uma aeronave com desempenho superior para substituir o Oxcart.

## A proposta Convair
A aeronave inicial proposta sob o nome de Projeto Isinglass foi desenvolvida pela divisão Convair da General Dynamics e foi desenvolvida a partir do trabalho realizado nos programas Super Hustler , FISH e Kingfish , bem como aproveitando o trabalho realizado no bombardeiro tático F-111. O projeto do Convair utilizava sistemas aviônicos e hidráulicos que haviam sido desenvolvidos para uso pelo F-111 e destinava-se a ser capaz de cruzar a velocidades de Mach 4 a Mach 5, a uma altitude de 98.000 pés (30 km). O estudo de viabilidade conduzido pela General Dynamics foi concluído no outono de 1964; a aeronave foi considerada muito cara e ainda era considerada potencialmente vulnerável às capacidades projetadas de defesa aérea soviética, de modo que o projeto foi interrompido.

## A proposta McDonnell

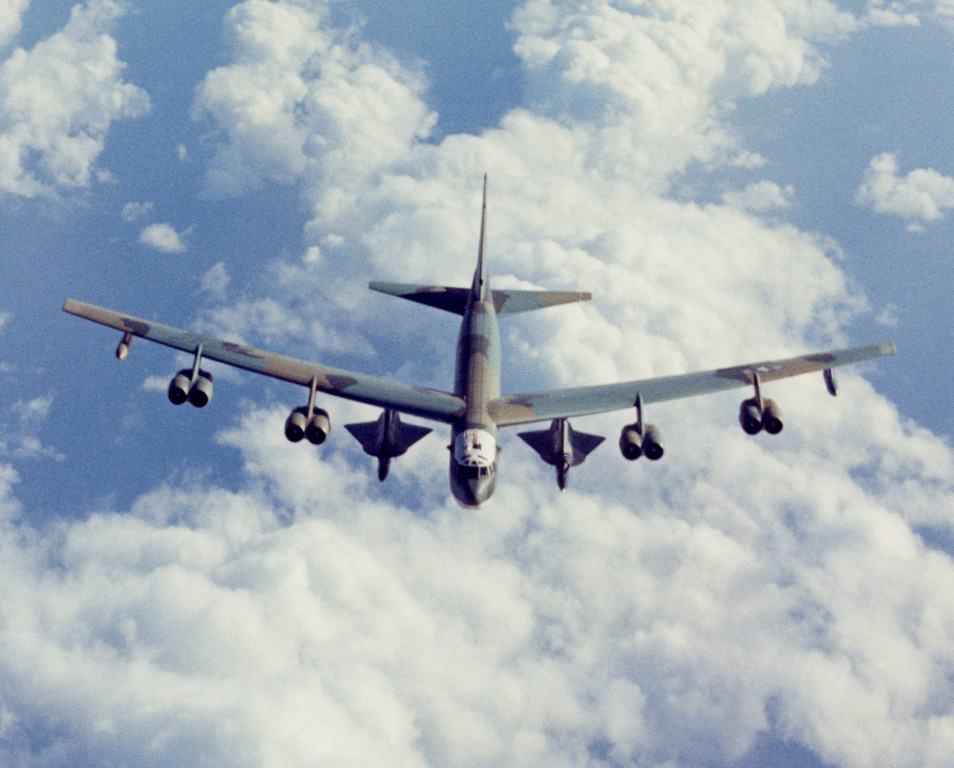
Um B-52 carregando dois drones D-21 ; Isinglass teria sido carregado e lançado desta forma.

### Concepção e desenvolvimento
Um projeto alternativo concluído pela McDonnell Aircraft em 1965 é geralmente considerado parte do Projeto Isinglass, no entanto, alguns documentos referem-se à aeronave como tendo o codinome de Projeto Rheinberry. A aeronave  proposta pela McDonnell, submetida à CIA independentemente das propostas da Convair Isinglass, apresentava uma nave pequena, tripulada, movida a foguete com uma alta taxa de sustentação-arrasto que seria lançada pelo ar por um bombardeiro B-52 voando sobre o Oceano Atlântico. A aeronave acionaria seu motor de foguete e adotaria uma trajetória que o levaria sobre a União Soviética a velocidades de Mach 20 (24.696 km/h) e a uma altitude de mais de 200.000 pés (61 km), antes de descer sobre o Oceano Pacífico para pousar no Lago Groom , Nevada , como um planador, pousando no leito do lago usando um trem de pouso deslizante.
O conceito Isinglass / Rheinberry foi considerado superior aos satélites espiões de várias maneiras, incluindo tempo de resposta rápido e capacidade de resposta rápida. Como havia pouco financiamento do orçamento da CIA, McDonnell desenvolveu a aeronave usando seus próprios fundos, embora o suporte técnico obtido da Oxcart tenha sido fornecido pela CIA. O formato da proposta da McDonnell Isenglass / Rheinberry permanece classificado, embora tenha sido descrito como sendo semelhante ao Ônibus Espacial, embora muito reduzido em tamanho. Um modelo de 1/3 da seção transversal da aeronave foi construído para ilustrar os princípios usados em sua construção.
Simulações mostraram que a aeronave seria essencialmente imparável por defesas aéreas existentes ou projetadas; mesmo mísseis terra-ar armados com ogivas nucleares não podiam fazer melhor do que forçar a aeronave a mudar de curso para evitar os efeitos marginais das explosões.

### Cancelamento
Após quatorze meses de trabalho, McDonnell desenvolveu a aeronave a ponto de fazer propostas sérias para sua construção. No entanto, nem a CIA nem o National Reconnaissance Office (NRO) tinham um requisito oficial para tal aeronave; Além disso, o custo projetado da aeronave era astronômico, o custo para oito aeronaves sendo projetado para ser de US $ 2,6 bilhões de dólares em 1965 (US $ 21,35 bilhões em 2021) uma soma considerada muito  alta para o orçamento disponível. Além disso, havia a preocupação de que a trajetória da aeronave pudesse ser confundida com a de um míssil balístico que se aproxima.
Quando a CIA não conseguiu obter a aprovação para financiamento, McDonnell abordou a Força Aérea dos Estados Unidos com o projeto; entretanto, a Força Aérea se mostrou desinteressada em adotar o projeto da CIA,  apesar do apoio do General Bernard Schriever, chefe do Comando de Sistemas da Força Aérea. Portanto, no final de 1967 o projeto Isinglass foi encerrado,  com um breve esforço para reviver o projeto em 1968, sem sucesso. 

## Desenvolvimento de motores
Embora o desenvolvimento da aeronave Isinglass / Rheinberry foi realizado usando o próprio financiamento do McDonnell,  a Força Aérea dos EUA  Air Force Rocket Propulsion Laboratory fez financiar o desenvolvimento de motor destinado da aeronave, o Pratt & Whitney XLR-129 , destinado para ser um motor de foguete reutilizável.  Para ser movido por hidrogênio líquido e oxigênio líquido e produzindo 250.000 lb f (1.100 kN) de empuxo a toda velocidade, o desenvolvimento do XLR-129 continuou mesmo após o cancelamento do Projeto Isinglass, e foi considerado para uso pelo Ônibus Espacial , mas foi cancelado no início dos anos 1970.